# Perikardiotomie

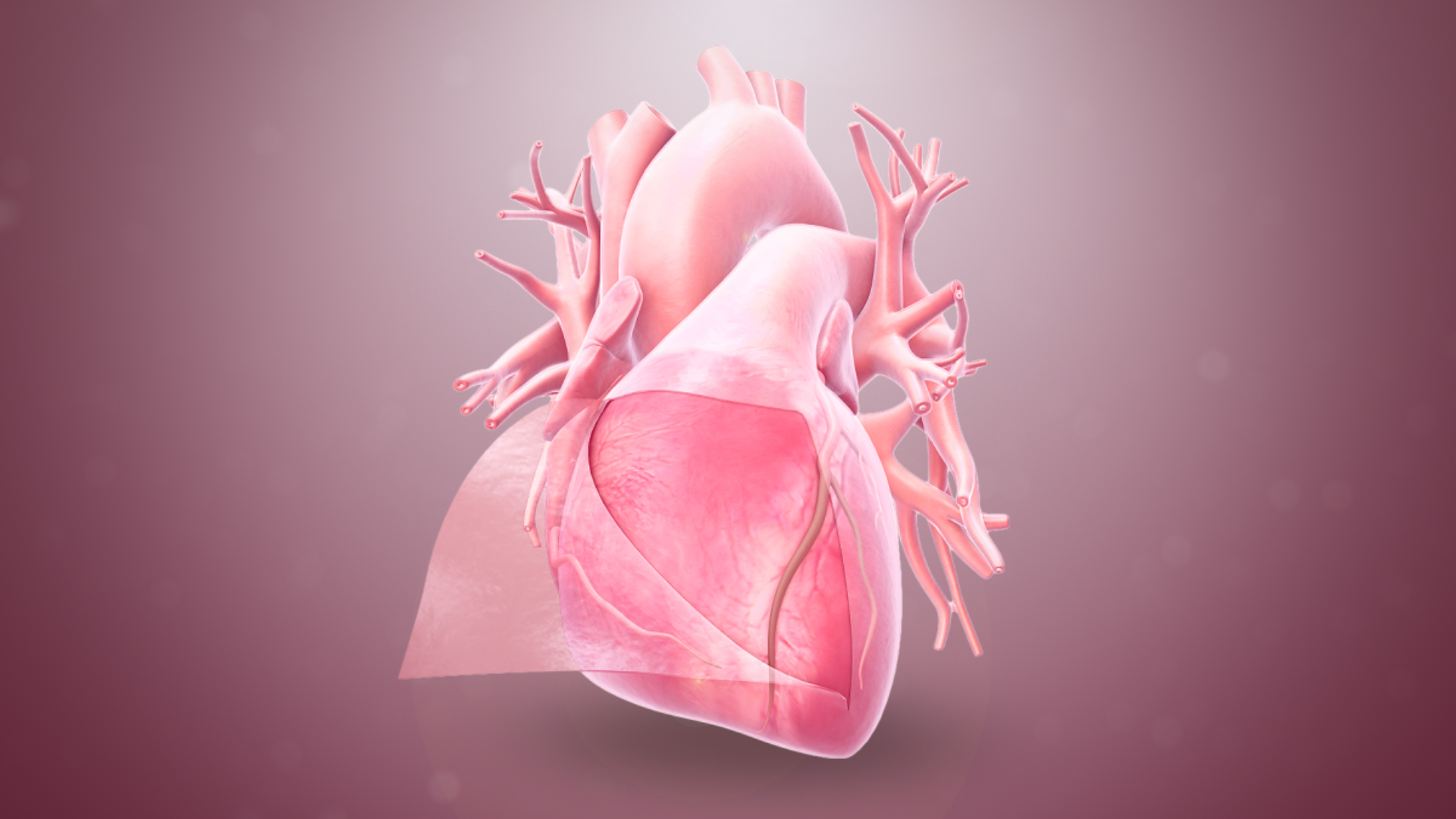
Medizinisches 3D-Standbild, das die Perikardschicht zeigt, die das Herz umgibt.

Bei einer Perikardiotomie (meist bezeichnet als Perikardektomie) wird das Perikard ganz oder teilweise operativ entfernt. Dieser Eingriff wird am häufigsten bei einer konstruktiven Perikarditis oder zur Entfernung eines verkalkten und fibrösen Perikards durchgeführt, der auch bei schweren oder wiederkehrenden Fällen von Perikarderguss kommt er zum Einsatz.

## Technik
Bei einer Perikardiotomie wird das infizierte, fibrosierte oder anderweitig geschädigte Perikard entfernt. Der Eingriff beginnt da mit einem Einschnitt in die Haut über dem Brustbein macht und das Brustbein teilt, um das Perikard freizulegen (mediane Sternotomie). Alternativ kann ein größerer Einschnitt, eine Thorakotomie, vorgenommen werden. Während des chirurgischen Eingriffs hält der Chirurg das Perikard, schneidet die Oberseite dieser fibrotischen Herzhülle ab, legt sie in den Probenbeutel und bedeckt das Herz erneut. Anschließend wird das Brustbein wieder verdrahtet und der Einschnitt geschlossen, womit der Eingriff abgeschlossen ist. Wenn der zwischen den beiden Zwerchfellnerven liegende Teil des Perikards entfernt wird, spricht man von einer totalen Perikardiotomie. In Fällen, in denen eine totale Perikardiotomie nicht möglich ist, wird eine subtotale Perikardiotomie oder in extremen Fällen eine Kreuzinzision am Perikard durchgeführt.

## Postoperative Erholung
Die Herzfunktion erholt sich nach einer Perikardiotomie oft sehr schnell, obwohl die Operation selbst kurzfristig zu einer Verringerung des Herzzeitvolumens führen kann. Nach der Operation wird bei vielen Patienten eine Thoraxdrainage angelegt, um die Perikardflüssigkeit zu entfernen. Die Genesung im Krankenhaus dauert mehrere Tage, die chirurgischen Nähte werden nach einer Woche entfernt.
Nach einer Perikardiotomie nimmt das Herz aufgrund der fehlenden Dehnung des Zwerchfells eine rundere Form an. Dies scheint keine Herzprobleme zu verursachen, wird aber mit einer Echokardiographie sicher festgestellt werden.